# Frederick Ballantyne
Frederick Nathaniel Ballantyne (5 de julho de 1936 — 23 de janeiro de 2020) foi governador-geral de São Vicente e Granadinas entre 2 de setembro de 2002, quando substituiu Monica Dacon, governadora-geral depois da morte de Charles Antrobus, e 1 de agosto de 2019.